# Taloubet Z
Taloubet Z (né le 7 avril 2000) est un étalon de saut d'obstacles bai, inscrit au stud-book du KWPN, monté par le cavalier allemand Christian Ahlmann. Ils décrochent la médaille d'or en individuel lors de la finale de la Coupe du monde de saut d'obstacles 2010-2011 à Leipzig.

## Histoire

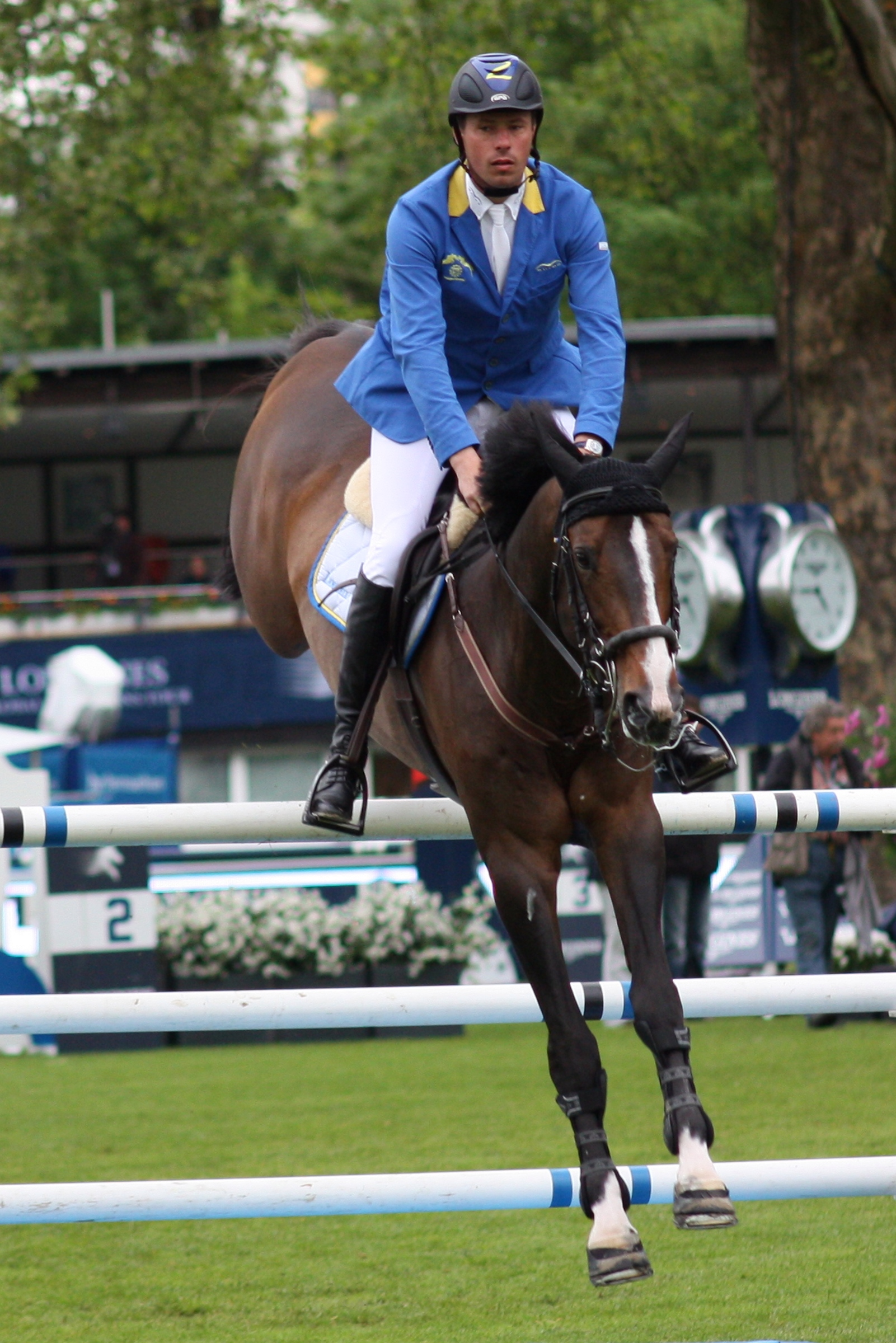
Taloubet Z monté par Christian Ahlmann au CSI5* de l′Internationanles Wiesbadener Pfingstunier de 2013.

Il naît le 7 avril 2000, à l'élevage de C. T. Klaver à Schoorl aux Pays-Bas. Il est acquis par Judy-Ann Melchior, qui est également la compagne du cavalier allemand Christian Ahlmann et la propriétaire du haras Zangersheide. Elle commence à le monter en 2008. L'année suivante, elle le confie à son compagnon. Le couple décroche de nombreux Grand Prix, à Oslo, Helsinki, Paris, Estoril, Leipzig, Madrid, Malines, et Stuttgart, ainsi que la médaille d'or en Coupe de monde 2010-2011. Taloubet Z est sérieusement blessé mi-2014, mais se remet. Il est sélectionné pour les Jeux olympiques de Rio, décrochant une médaille de bronze par équipes et une neuvième place en individuel.
Taloubet Z est mis à la retraite le 21 janvier 2018, après l'étape Coupe du monde de Leipzig, qu'il a d'ailleurs remportée, à l'âge pourtant avancé de 18 ans. Sa propriétaire Judy-Ann Melchior est émue aux larmes par cette victoire, de même que son cavalier. Une cérémonie d'adieux lui est consacrée. La carrière sportive de cet étalon s'est révélée exceptionnellement longue.

## Description
Taloubet Z est un étalon de robe baie, inscrit au stud-book du KWPN. Il se distingue par un galop atypique, mais régulier. Il dispose d'une grande puissance de saut.

## Palmarès
Il est 3e du classement mondial des chevaux d'obstacle établi par la WBFSH en octobre 2011.
- 2011 : médaille d'or individuelle à la finale de la Coupe du monde de saut d'obstacles 2010-2011, à Leipzig[1].
- 2015 : 7e individuel aux championnats d'Europe de saut d'obstacles à Aix-la-Chapelle[1].
- 2016 : 9e individuel aux Jeux olympiques de Rio et médaille de bronze par équipes ; 6e individuel à la finale des championnats d'Europe de saut d'obstacles à Göteborg, médaille d'argent par équipes[1].

## Origines
Taloubet Z est un fils de l'étalon Galoubet A et de la jument Krista, par Polydor.

## Descendance
Taloubet Z a entamé une carrière de reproducteur au haras Zangersheide.